# 入船町 (臺北市)
入船町為臺灣日治時期臺北市之行政區，共分一～四丁目，瀕臨淡水河邊，因為有艋舺碼頭，可停靠小船著稱。戰後劃入龍山區，今臺北市萬華區長沙街、貴陽街、西昌街、華西街、西園路的一部份，但已不具航運功能。該町也為台北老社區，多居泉州三邑閩南人。

## 町內設施
- 入船町市場（一丁目，現直興市場）
- 入船町郵便局（二丁目，1897 年開局， 初代局長 金子圭介 ，現台北西園郵局）[1]
- 艋舺青山宮（三丁目）